# 德里地鐵機場快線
德里地鐵機場快線（英語：Delhi Airport Metro Express）是德里地鐵的一條地鐵路線，在地鐵圖上以橘色表示，因而又被稱為橘線。目前共有6座車站營運中，兩端點站從新德里站途經英迪拉·甘地國際機場到德瓦卡21區站。在經過數次延期後，本線於2011年2月23日開始營運。德里地鐵機場快線的建造成本總共耗費570億盧比，這當中有288.5億盧比（5.8億美元）由信實基建支出，其中一部分以收益共用模式支付費用。
本線全長22.7（14.1英里），其中15.7（9.8英里）為地下段，另外7（4.3英里）為高架段。列車最高行駛速度135每小時（84英里每小時），於其他線路80每小時（50英里每小時）來比還要快；僅需19分鐘即可從新德里站抵達第三航廈。
在2012年7月7日至2013年1月22日期間，因建築結構出現重大技術缺陷而停止營運一段時間。在重新開始營運後，為了安全起見，列車最高行駛速度降至50每小時（31英里每小時），使得從新德里站到機場需耗時40分鐘。信實基建在2013年6月27日向德里地鐵有限公司宣布在2013年6月30日後放棄經營機場快線，此後本路線自2013年7月1日起改由德里地鐵有限公司營運，並由100名公務員組成支援團隊協助處理營運事項。在確認整修後的建築安全無虞後，德里地鐵有限公司於2014年中調整本線列車最高行駛速度至80每小時（50英里每小時）。2015年1月，德里地鐵有限公司公告在去年7月時調降票價高達40％後，本線通勤人數上升約30％。

## 歷史
德里地鐵有限公司於2007年9月開始機場快線第一期路線施工招標，並在2008年1月23日與信實能源及鐵路建設和協助公司簽署為期30年的BOT模式政府和社会资本合作合同。不過，德里地鐵有限公司仍會支付一半的建設費用，隧道和土建工程部分也會親自處理。儘管全線多為地下段，但在道拉昆站一段以高架型式穿越德里環形道路、國道8號、山脊路（Ridge Road）、薩達爾·帕特爾街（Sardar Patel Marg）等繁忙路段。
本路線開通時間原定於2010年8月31日，以便趕上10月份的大英國協運動會開幕式，但因完工時程一再遭到拖延，導致本線遲至2011年2月23日下午2點才開通。德里地鐵有限公司不滿完工時程一再拖延，自2010年9月30日起每日向信實基建罰款3750,000，10月31日後更加重至每日750萬罰款。最終，本線於2011年2月23日開通，但德里航空城站與道拉昆站則到2011年8月15日時才開始營運。
然而營運僅1年多後，因硬體結構部分出現重大技術缺陷而被迫於2012年7月8日停止營運，這些問題包括高架橋橋梁與橋墩出現裂縫，鐵軌下方大樑結合的橡膠軸承變形，隧道開始滲水等情況。城市發展部隨後透露，地下段已有幾處區域嚴重損壞，至少需耗費5個月才能解決。德里地鐵有限公司後來與信實基建組成調查小組，結果顯示有540個軸承需要替換，一些已經有裂縫的大樑也需重新整修。
本線在整修後於2013年1月23日重新營運，但為了安全起見，列車行駛速度降為50每小時（31英里每小時），從新德里到機場的時間也增加到40至50分鐘左右。未來若須加快列車行駛速度，必須由德里地鐵有限公司和其他專家檢查核准後才可實行。如果能夠完全確保安全通行，將來有可能恢復105每小時（65英里每小時）的原行駛速度。2014年中時，本線列車行駛速度調升為80每小時（50英里每小時），從新德里站到機場站僅需花費19分鐘。未來本線預計延伸至德瓦卡25區，縮短兩地的距離。

### 營運歷史表
| 營運歷史      | 營運歷史     | 營運歷史     | 營運歷史         | 營運歷史 | 營運歷史 |
| 營運起始時間  | 路段         | 路段         | 長度             | 車站數   | 附註     |
| ------------- | ------------ | ------------ | ---------------- | -------- | -------- |
| 2011年2月23日 | 新德里站     | 德瓦卡21區站 | 22.5（14.0英里） | 4        | [ 27 ]   |
| 2011年8月15日 | 道拉昆站     | 道拉昆站     | －               | 1        | [ 20 ]   |
| 2011年8月15日 | 德里航空城站 | 德里航空城站 | －               | 1        | [ 20 ]   |
| 總數          | 新德里站     | 德瓦卡21區站 | 22.5（14.0英里） | 6        |          |

## 營運
最初本線營運時間預計為24小時，發車頻率為每10分鐘1班車，但最後營運時間改為從上午4:45到晚上11:30，發車頻率為每15分鐘1班車。德里地鐵有限公司原預估2011年時每日通勤量可達到4.2萬人次，但實際上僅在2萬人左右徘徊。近年來由於德里地鐵有限公司數次降低票價，才使得每日通勤量超過5萬人次。

## 票價
從新德里站到英迪拉·甘地國際機場站或德瓦卡21區站的單程票價皆為60盧比（0.93美元）。另有販售往返新德里站與英迪拉·甘地國際機場站之間的月票，價位分成1,300盧比（20.19美元）和1,600盧比（24.85美元）2種，在限期1個月內可分別搭乘30或45次；也有機場站到其他目的地等不同組合的月票販售著。若使用儲值卡搭乘，可以享受10％的票價折扣優惠。目前搭乘機場快線抵達機場的價錢，比其他運輸工具都要便宜。

## 車站
| 德里地鐵機場快線沿線車站 | 德里地鐵機場快線沿線車站 | 德里地鐵機場快線沿線車站 | 德里地鐵機場快線沿線車站 | 德里地鐵機場快線沿線車站 | 德里地鐵機場快線沿線車站 | 德里地鐵機場快線沿線車站                        |
| 編號                     | 車站名                   | 車站名                   | 開通時間                 | 交會路線                 | 站體型式                 | 座標                                            |
| 編號                     | 中文                     | 印地語                   | 開通時間                 | 交會路線                 | 站體型式                 | 座標                                            |
| ------------------------ | ------------------------ | ------------------------ | ------------------------ | ------------------------ | ------------------------ | ----------------------------------------------- |
| 1                        | 新德里站                 | नई दिल्ली                   | 2011年2月23日            | 新德里站 · 黃線          | 地下                     | 28°38′32″N 77°13′18″E / 28.642229°N 77.221538°E |
| 2                        | 希瓦吉體育場站           | शिवाजी स्टेडियम                | 2011年2月23日            | －                       | 地下                     | 28°37′44″N 77°12′41″E / 28.628788°N 77.211406°E |
| 3                        | 道拉昆站                 | धौला कुआँ                    | 2011年8月15日            | 粉紅線（建造中）         | 高架                     | 28°35′31″N 77°09′42″E / 28.591853°N 77.161690°E |
| 4                        | 德里航空城站             | दिल्ली एरोसिटी                 | 2011年8月15日            | 第一航廈接駁巴士         | 地下                     | 28°32′57″N 77°07′15″E / 28.5491°N 77.1208°E     |
| 5                        | 英迪拉·甘地國際機場站    | विमानपत्तन                  | 2011年2月23日            | 第三航廈                 | 地下                     | 28°33′26″N 77°05′12″E / 28.557096°N 77.086738°E |
| 6                        | 德瓦卡21區站             | द्वारका सेक्टर २१             | 2011年2月23日            | 藍線                     | 地下                     | 28°33′08″N 77°03′29″E / 28.552125°N 77.058016°E |

## 硬體設施
本線路使用的西門子鐵路系統可提供信號、電力傳輸、行李託運等服務，使旅客能夠在新德里站和希瓦吉體育場站辦理行李登機手續，最多可每小時處理1200人次。這個價值3400萬歐元的系統，原預計在2010年大英國協運動會上使用，但最終因開通時間延期而未趕上。通訊系統部分則是使用阿爾卡特朗訊設計的系統；售票機系統使用的是英德拉系統；全高式月台門使用的是法維萊運輸系統；車站管理系統的供應商為藍星（BlueStar）與漢威聯合，藍星同時也是建築能源管理系統的供應商。
目前機場快線將成為國內第一條在地理資訊系統上繪製的線路，以便加強安全、維護和交通管制等，並在發生事故時可迅速調動緊急支援。

### 車輛
機場快線使用的車輛由西班牙CAF公司進口，为8列6节编组列车。鐵路建設和協助公司持有德里地鐵機場快線5％的股權，信實基建則持有其餘95％的股權。此款列車具有優質標準，並有內建降低噪音設計、無障礙襯墊座椅等。車廂內配備液晶顯示螢幕供乘客娛樂用，並提供航班訊息供旅客查詢。列車上安裝能承受高溫和衝擊的記錄器，另配有車載用輪緣潤滑系統，讓列車行駛時引起的噪音更低，旅客乘坐時的舒適性更好。基於港鐵人員曾擔任本線顧問，列車的內部設計與港鐵機場快綫的列車布置十分相似，在列車外型上也非常相似。

### 軌道
為確保行駛安全，本線軌道安裝了RHEDA-2000訊號系統，理論上可使列車以最高350每小時（220英里每小時）的速度行駛。整條22.7（14.1英里）的路線全使用無道碴道床，這比普通軌道建造費用高出40至50％，但在建造時間上與普通軌道相差無幾。鋼軌舖設在混凝土軌枕上的橡膠墊，列車行駛時產生的噪音相對較小。
7（4.3英里）長的高架段在建造時，使用了504根長25（82英尺）的大樑，這些大樑在運送時須使用長35（115英尺）的60輪工程運輸車運送。

### 安全
本路線上的6座車站皆可辦理登機手續，各車站皆配備了先進的爆炸物探測器、大型X射線行李掃描器、車輛底部掃描儀、快速反應小組與警犬等，以確保通勤者與行李的安全。各站的月台皆裝有全高式月台門，以避免有意外發生。所有車站接安裝閉路電視監視器，將現場影像傳送到車站控制室、安全控制室、營運控制中心等。機場線等所有德里地鐵的車站安全管理，皆由中央工業安全部隊負責處理。

### 無障礙設施
所有的車站都設有無障礙環境設施，包括供使用輪椅人士使用的緩坡，在電梯內還設有扶手及導盲文字，讓殘疾人士方便使用；在車站與列車上另有多處幫助呼叫點，在發生緊急情況時，殘疾人士只需按下通話按鈕即可尋求幫助。

### Wi-Fi服務
機場快線是德里地鐵路網中首次引進Wi-Fi服務的路線，所有6座車站於2014年1月13日開始啟用，此服務由YOU寬頻印度有限公司（You Broadband）提供，未來預計將Wi-Fi行動服務延伸至列車內。

## 外部連結
- Delhi Airport Metro Express Line （页面存档备份，存于）
- Delhi Metro Airport Rail Images & Information （页面存档备份，存于）
- Delhi Metro Rail Corporation Ltd. (Official site) （页面存档备份，存于）
- Delhi Metro Annual Reports （页面存档备份，存于）
- . Delhi Metro Rail Corporation Ltd. (DMRC). （原始内容存档于2010-06-19）.
- UrbanRail.Net （页面存档备份，存于） – descriptions of all metro systems in the world, each with a schematic map showing all stations.
- 德里地鐵導覽（中文） （页面存档备份，存于）